# 11P/Темпеля — Свифта — LINEAR
11P/Темпеля — Свифта — LINEAR (11P/Tempel-Swift-LINEAR) — короткопериодическая комета из семейства Юпитера, которая была открыта 27 ноября 1869 года немецким астрономом Эрнстом Темпелем в Марсельской обсерватории, когда комета медленно двигалась по созвездию Пегаса. Она была описана как диффузный объект с диаметром комы около 5 угловых минут. Комета активно наблюдалась, пока ряд последовательных сближений с Юпитером, произошедших после 1908 года, не привели к потере кометы почти на сто лет. Восстановить её удалось совсем недавно — в 2001 году. Комета обладает довольно коротким периодом обращения вокруг Солнца — чуть менее 6,3 года.

Орбита кометы Темпеля — Свифта — LINEAR и её положение в Солнечной системе

## История наблюдений
В 1869 году комета наблюдалась всего 39 дней. И хотя она была признана короткопериодической, точно установить её период обращения так и не удалось. В дальнейшем это помешало найти комету в 1875 году. Фактически заново переоткрыл комету американский астроном Льюис Свифт 11 октября 1880 года. То что эта комета является возвращением кометы Темпеля 1869 года стало ясно к середине ноября, когда появились первые расчёты её орбиты. В этот раз проследить за кометой не удалось чуть дольше — последнее наблюдение датируется 26 января. Анализ орбиты показал, что период обращения кометы составляет 5,5 лет, что делает её возможным для наблюдения лишь в каждое второе возвращение.
Возвращение 1891 года было предсказуемо благоприятным для наблюдения. Комета была восстановлена 28 сентября американским астрономом Эдвардом Барнардом в Ликской обсерватории в 4° от предсказанной позиции. В октябре комету чаще всего описывали как большую бесформенную туманность со слабой конденсацией в центре. Наблюдения продолжались вплоть до 21 января 1892 года.
Возвращение 1897 года было ожидаемо не благоприятным, но всё дополнительно усложнилось из-за сближения с кометы с Юпитером (1,16 а. е.) в мае 1899 года, что увеличило период обращения до 5,68 года и сделало возвращение 1903 года также неблагоприятным. Комету удалось восстановить лишь 30 сентября 1908 года в 2° от предсказанного положения. Изменение орбиты привело к тому, что в этот раз комета была заметно слабее. Из-за этого наблюдать её удалось до 30 декабря. 
Очередное сближение с Юпитером (0,61 а. е.) в 1911 году опять увеличило орбитальный период и сделало невозможным наблюдение кометы в 1914 году. В 1923 году комета подошла к Юпитеру ещё ближе, на расстояние в 0,5 а. е. Эти два сближения увеличили орбитальный период почти точно до 6 лет и привели к тому, что в последующие два возвращения 1925 и 1932 годов комета проходила перигелий по ту сторону Солнца относительно Земли. В след за этим в 1935 году комета опять пролетела рядом с Юпитером (0,53 а. е.), что увеличило орбитальный период почти до 6,2 лет и отодвинуло перигелий ещё дальше от Солнца с 1,33 до 1,49 а. е. На некоторое время поиски кометы приостановились. Но с середины XX века Брайан Марсден начал предпринимать систематические попытки вычислить новое местоположение кометы, но хотя, согласно расчётам, ряд последующих возвращений ожидались благоприятными, найти комету никак не удавалось. Комета случайно была обнаружена 7 декабря 2001 года в рамках программы исследования околоземных астероидов LINEAR, а факт открытия подтверждён предыдущими снимками от 10 сентября и 17 октября. Комета наблюдалась во время возвращений 2014 и 2020 годов. 